# Oscar 1936
A 8ª cerimônia de entrega dos Academy Awards (ou Oscars 1936), apresentada pela Academia de Artes e Ciências Cinematográficas, premiou os melhores atores, técnicos e filmes de 1935 no dia 5 de março de 1936, em Los Angeles e teve  como mestres de cerimônias o presidente da Academia, Frank Capra.
Esse foi o segundo e último ano que votos write-in foram permitidos. A categoria de Melhor Coreografia, que durou pouco tempo, foi introduzida este ano; durou apenas três anos antes que o Sindicato dos Diretores da América conseguisse pressionar para sua eliminação.
O drama Mutiny on the Bounty foi premiado na categoria mais importante: melhor filme.

## Indicados e vencedores
| Melhor Filme - Mutiny on the Bounty– Frank Lloyd e Irving Thalberg para a Metro-Goldwyn-Mayer - Alice Adams – Pandro S. Berman para a RKO Pictures - Broadway Melody of 1936 – John W. Considine Jr. para a Metro-Goldwyn-Mayer - Captain Blood – Hal B. Wallis, Harry Joe Brown, e Gordon Hollingshead para a Warner Bros. e Cosmopolitan - David Copperfield – David O. Selznick para a Metro-Goldwyn-Mayer - The Informer – Cliff Reid para a RKO Pictures - Les Misérables – Darryl F. Zanuck para a 20th Century e United Artists - The Lives of a Bengal Lancer – Louis D. Lighton para a Paramount - A Midsummer Night's Dream – Henry Blanke para a Warner Bros. - Naughty Marietta – Hunt Stromberg para a Metro-Goldwyn-Mayer - Ruggles of Red Gap – Arthur Hornblow Jr. para a Paramount - Top Hat – Pandro S. Berman para a RKO Pictures | Melhor Diretor - John Ford – The Informer - Michael Curtiz – Captain Blood - Henry Hathaway – The Lives of a Bengal Lancer - Frank Lloyd – Mutiny on the Bounty |
| Melhor Ator/Actor (Principal) - Victor McLaglen – The Informer - Clark Gable – Mutiny on the Bounty - Charles Laughton – Mutiny on the Bounty - Paul Muni – Black Fury - Franchot Tone – Mutiny on the Bounty | Melhor Atriz/Actriz (Principal) - Bette Davis – Dangerous - Elisabeth Bergner – Escape Me Never - Claudette Colbert – Private Worlds - Katharine Hepburn – Alice Adams - Miriam Hopkins – Becky Sharp - Merle Oberon – The Dark Angel |
| Melhor História Original - The Scoundrel – Ben Hecht e Charles MacArthur - Broadway Melody of 1936 – Moss Hart - The Gay Deception – Don Hartman e Stephen Morehouse Avery - G Men – Gregory Rogers (pseudônimo de Darryl F. Zanuck) (candidato write-in) | Melhor Roteiro/Argumento - The Informer – Dudley Nichols (recusado) por The Informer (livro) de Liam O'Flaherty - The Lives of a Bengal Lancer – Achmed Abdullah, John L. Balderston, Waldemar Young, Grover Jones e William Slavens McNutt por The Lives of a Bengal Lancer (livro) de Francis Yeats-Brown - Mutiny on the Bounty – Jules Furthman, Talbot Jennings e Carey Wilson por Mutiny on the Bounty (livro) de Charles Nordhoff e James Norman Hall - Captain Blood – Casey Robinson por Captain Blood (livro) de Rafael Sabatini (candidato write-in) |
| Melhor Curta-metragem, Comédia - How to Sleep – Jack Chertok e MGM - Oh, My Nerves – Jules White e Columbia - Tit for Tat – Hal Roach e MGM | Melhor Curta-metragem, Inovação - Wings Over Everest – Gaumont British e Skibo Productions - Audioscopiks – Pete Smith e MGM - Camera Thrills – Universal |
| Melhor Trilha Sonora/Banda Sonora - The Informer – RKO Radio Studio Music Department - Captain Blood – Warner Bros.-First National Studio Music Department (candidato write-in) - Mutiny on the Bounty – MGM Studio Music Department - Peter Ibbetson – Paramount Studio Music Department | Melhor Canção original - "Lullaby of Broadway" por Gold Diggers of 1935 – Música de Harry Warren; Letra de Al Dubin - "Cheek to Cheek" por Top Hat – Música e Letra de Irving Berlin - "Lovely to Look At" por Roberta – Música de Jerome Kern; Letra de Dorothy Fields e Jimmy McHugh |
| Melhor Coreografia - Broadway Melody of 1936 e Folies Bergère de Paris – Dave Gould - All the King's Horses e The Big Broadcast of 1936 – LeRoy Prinz - Broadway Hostess e Go into Your Dance – Bobby Connolly - Gold Diggers of 1935 – Busby Berkeley - King of Burlesque – Sammy Lee - She – Benjamin Zemach - Top Hat – Hermes Pan | Melhor Mixagem/mistura de Som - Naughty Marietta – Douglas Shearer - $1,000 a Minute – Republic Studio Sound Department - Bride of Frankenstein – Gilbert Kurland - Captain Blood – Nathan Levinson - The Dark Angel – Thomas T. Moulton - I Dream Too Much – Carl Dreher - The Lives of a Bengal Lancer – Franklin Hansen - Love Me Forever – John P. Livadary - Thanks a Million – Edmund H. Hansen |
| Melhor Direção de Arte - The Dark Angel – Richard Day - The Lives of a Bengal Lancer – Hans Dreier e Roland Anderson - Top Hat – Carroll Clark e Van Nest Polglase | Melhor Cinematografia/Fotografia - A Midsummer Night's Dream – Hal Mohr (candidato write in) - Barbary Coast – Ray June - The Crusades – Victor Milner - Les Misérables – Gregg Toland |
| Melhor Edição/Montagem - A Midsummer Night's Dream – Ralph Dawson - David Copperfield – Robert J. Kern - The Informer – George Hively - Les Misérables – Barbara McLean - The Lives of a Bengal Lancer – Ellsworth Hoagland - Mutiny on the Bounty – Margaret Booth | Melhor Animação em Curta-metragem - Three Orphan Kittens – Walt Disney Productions e United Artists - The Calico Dragon – Harman-Ising e MGM - Who Killed Cock Robin? – Walt Disney Productions e United Artists |
| Melhor Diretor Assistente - Clem Beauchamp e Paul Wing – The Lives of a Bengal Lancer - Joseph M. Newman – David Copperfield - Eric Stacey – Les Misérables - Sherry Shourds – A Midsummer Night's Dream (candidato write-in) | |

### Prêmio Especial
- A David Wark Griffith, por suas notáveis conquistas criativas como diretor e produtor e por sua iniciativa inestimável e contribuições duradouras para o progresso das artes cinematográficas.[3]

### Múltiplas indicações
- 8 indicações: Mutiny on the Bounty
- 7 indicações: The Lives of a Bengal Lancer
- 6 indicações: The Informer
- 5 indicações: Captain Blood
- 4 indicações: Les Misérables, A Midsummer Night's Dream e Top Hat
- 3 indicações: Broadway Melody of 1936 e David Copperfield
- 2 indicações: Alice Adams, Naughty Marietta, Gold Diggers of 1935 e The Dark Angel